# 2003 en combiné nordique
| Années du combiné nordique : 2000 - 2001 - 2002 - 2003 - 2004 - 2005 - 2006    |
| Décennies du combiné nordique : 1970 - 1980 - 1990 - 2000 - 2010 - 2020 - 2030 |

Cette page reprend les résultats de combiné nordique de l'année 2003.

## Coupe du monde
Comme l'année précédente, le classement général de la Coupe du monde 2003 fut remporté par l'Allemand Ronny Ackermann devant l'Autrichien Felix Gottwald. L'Allemand Björn Kircheisen, champion du monde juniors 2002, termine troisième.

### Compétitions parallèles

#### Grand Prix d'Allemagne
Le Grand Prix d'Allemagne s'est déroulé lors des épreuves d'Oberwiesenthal, de Reit im Winkl et de Schonach ; comme l'année précédente, l'Autrichien Felix Gottwald a remporté le classement général de ce Grand Prix devant l'Allemand Ronny Ackermann. L'Autrichien Mario Stecher est troisième.

#### Nordic tournament
Le Nordic tournament s'est déroulé lors des épreuves d'Oslo et de Lahti. Il a été remporté par l'Autrichien Felix Gottwald devant l'Allemand Ronny Ackermann. Le Norvégien Kenneth Braaten est troisième.

### Coupe de la Forêt-noire
La coupe de la Forêt-noire 2003 a été annulée.

### Festival de ski d'Holmenkollen
Les deux épreuves de combiné de l'édition 2003 du festival de ski d'Holmenkollen sont des sprints.
Le premier fut remporté par l'Autrichien Felix Gottwald devant l'Allemand Ronny Ackermann. Chose rare, la troisième place est le lieu d'un ex æquo entre le Norvégien Ola Morten Græsli et l'Allemand Björn Kircheisen.
Le second a vu les deux premières places de la veille inversées : l'Allemand Ronny Ackermann gagne la victoire devant l'Autrichien Felix Gottwald. Le Norvégien Ola Morten Græsli est troisième.

### Jeux du ski de Lahti
Le Gundersen des Jeux du ski de Lahti 2003, disputé sur 15 kilomètres, fut remporté par le coureur allemand Ronny Ackermann. Il s'impose devant l'Autrichien Felix Gottwald. Le Finlandais Jouni Kaitainen est troisième.
Le sprint est remporté par l'Autrichien Felix Gottwald devant le Norvégien Kenneth Braaten. Ronny Ackermann est troisième.

## Championnat du monde
Le championnat du monde eut lieu à Val di Fiemme, en Italie.
Le Gundersen fut remporté par l'Allemand Ronny Ackermann devant l'Autrichien Felix Gottwald. Le Finlandais Samppa Lajunen est troisième.
Le sprint vit la victoire de l'Américain Johnny Spillane, qui s'impose devant Ronny Ackermann et Felix Gottwald.
L'épreuve par équipe fur remportée par celle d'Autriche, composée de Michael Gruber, Wilhelm Denifl, Christoph Bieleret Felix Gottwald. Elle s'impose devant l'équipe d'Allemagne (Thorsten Schmitt, Georg Hettich, Björn Kircheisen & Ronny Ackermann). L'équipe de Finlande (Hannu Manninen, Jouni Kaitainen, Jaakko Tallus & Samppa Lajunen) est troisième.

## Universiade
L'Universiade d'hiver de 2003 s'est déroulée à Tarvisio, en Italie.
Le Gundersen fut remporté par le Japonais Norihito Kobayashi devant son compatriote Junpei Aoki. Le Tchèque Tomáš Slavík est troisième.
Le sprint fut également remporté par le Japonais Norihito Kobayashi devant son compatriote Junpei Aoki. Le Slovène Marko Simic est troisième.
Le relais a également connu une victoire japonaise : l'équipe nationale du Japon, composée de Yosuke Hatakeyama, Junpei Aoki et Norihito Kobayashi, s'impose. Elle est suivie par l'équipe de Slovénie (Grega Verbajs, Damjan Vtič (de) & Marko Simic) tandis que l'équipe de Finlande (Antti Joutjärvi, Tommi Räisänen & Tommy Hyry) est troisième.

## Championnat du monde juniors
Le Championnat du monde juniors 2003 a eu lieu à Sollefteå, en Suède.
Comme l'année précédente, le Gundersen a été remporté par l'Allemand Björn Kircheisen. Il s'impose devant le Français Sébastien Lacroix et le Norvégien Petter Tande.
Björn Kircheisen a également remporté le sprint. Le deuxième de l'épreuve est l'Autrichien David Zauner et le troisième le Norvégien Petter Tande.
Le relais voit la victoire de l'équipe d'Allemagne, composée de Christian Beetz, Marco Kuehne, Tino Edelmann et Björn Kircheisen. Elle précède celle de la Norvège (Magnus Moan, Petter Tande, Jon-Richard Rundsveen & Mikko Kokslien) tandis que l'équipe de France (Maxime Laheurte, Sébastien Lacroix, François Braud & Jason Lamy-Chappuis) est troisième.

## Coupe du monde B
Le classement général de la Coupe du monde B 2003 fut remporté par le Norvégien Magnus Moan devant les Allemands Matthias Mehringer et Marc Frey.

## Grand Prix d'été
Le Grand Prix d'été 2003 a été remporté par le coureur allemand Jens Gaiser. Il s'impose devant l'Américain Todd Lodwick. L'Allemand Ronny Ackermann est troisième.

## Coupe OPA
Le jeune Autrichien Lukas Klapfer remporte la coupe OPA 2003.